# Катастрофа de Havilland Comet в Кампинасе
Катастрофа de Havilland Comet в Кампинасе — крупная авиационная катастрофа, произошедшая утром в четверг 23 ноября 1961 года. Авиалайнер De Havilland DH-106 Comet 4 авиакомпании Aerolíneas Argentinas совершал плановый рейс AR322 по маршруту Буэнос-Айрес—Кампинас—Порт-оф-Спейн—Нью-Йорк, но примерно через 1 минуту после вылета из Кампинаса рухнул в эвкалиптовую рощу в 2 километрах от аэропорта Кампинаса. Погибли все находившиеся на его борту 52 человека — 40 пассажиров и 12 членов экипажа.

## Самолёт
De Havilland DH-106 Comet 4 (серийный номер 6430) был выпущен в 1959 году. В 1960 году поступил в авиакомпанию Aerolíneas Argentinas, в которой получил бортовой номер LV-POY; в марте того же года прошёл перерегистрацию и его б/н сменился на LV-AHR. Оснащён четырьмя турбореактивными двигателями Rolls-Royce Avon 524 с силой тяги 4300 килограммов каждый. На день катастрофы налетал 5242 часа, в том числе 2242 часа от последнего капитального ремонта и 6 часов от последнего осмотра (проводился каждые 90 часов).

## Экипаж
Состав экипажа рейса AR322 был таким:
- Командир воздушного судна (КВС) — Роберто Л. Моска (исп. Roberto L. Mosca). Очень опытный пилот, налетал 12 550 часов (11 246 из них в должности КВС и КВС-инструктора, в том числе 5791 час ночью), 1612 часов из на самолётах Comet (584 из них в должности КВС)[3].
- Второй пилот — Рауль М. Кесада (исп. Raul M. Quesada). Очень опытный пилот, налетал 13 427 часов (2833 из них ночью), 1074 из них на самолётах Comet[3].
- Штурман — Борис Х. Мариянац (исп. Boris J. Marijanac).
- Бортинженер — Хуан Лейра (исп. Juan Leira).
- Бортрадист — Антонио Сигилли (исп. Antônio Sigilli).
- Сменный второй пилот — Маурисио Лубе (исп. Maurício Loubet).
- Сменный штурман — Мануэль Вальесильос (исп. Manuel Vallecillos).

В салоне самолёта работали четверо бортпроводников:
- Вашингтон Гарсия (исп. Washington Garcia),
- Рикардо Э. Гарсия (исп. Ricardo H. Garcia),
- Кандида Перес (исп. Cândida Perez),
- Лилиан Казанович (исп. Lylian Casanovich).

Также в состав экипажа входил авиамеханик Карлос Лейва (исп. Carlos Leiva).

## Катастрофа
De Havilland DH-106 Comet 4 борт LV-AHR выполнял межконтинентальный пассажирский рейс AR322 из Буэнос-Айреса в Нью-Йорк с промежуточными посадками в Кампинасе и Порт-оф-Спейне. Вылетев из аэропорта Эсейса в Буэнос-Айресе, лайнер после 3-часового перелёта благополучно приземлился в аэропорту Виракопус в Кампинасе (штат Сан-Паулу), после чего началась подготовка к перелёту в Порт-оф-Спейн. В кабине экипажа в кресле второго пилота находился командир Моска, а в кресле командира находился второй пилот Кесада, который только начинал набирать опыт пилотирования самолётом Comet 4 в качестве КВС. Всего на борту самолёта находились 12 членов экипажа и 40 пассажиров. Общий вес самолёта был оценён в 71 488 килограммов при максимальном допустимом 72 575 килограммов; центровка также находилась в допустимых пределах.
В 05:20 были запущены двигатели, после чего рейс 322 проследовал к взлётной полосе. В это время было ещё темно, на небе стояла кучевая облачность с просветами высотой 400 метров и сплошная облачность высотой 2100 метров. В 05:38, после получения разрешения на вылет в Порт-оф-Спейн, самолёт начал разгоняться по ВПП. Согласно показаниям авиадиспетчеров на вышке, рейс AR322 пробежал по ВПП около 2000 метров и поднялся в воздух, но достигнув высоты примерно 100 метров, внезапно перешёл в снижение и в 05:40 на удалении 1930 метров от торца ВПП врезался в эвкалиптовую рощу и взорвался. Все находившиеся на его борту 52 человека погибли. На тот момент по числу погибших это была крупнейшая катастрофа «Кометы».

## Расследование
Расследование причин катастрофы проводила комиссия от Бразильского воздушного министерства (англ. Brazilian Air Ministry).
Вес самолёта после загрузки был оценён в 71 488 килограммов, а в процессе руления и разгона по ВПП дополнительно было сожжено около 528 килограммов авиатоплива, то есть фактический взлётный вес составлял 70 960 килограммов. Для такого веса длина пробега по взлётной полосе должна была составлять от 2240 метров, но диспетчеры указывали, что пробег не превышал 2000 метров, после чего рейс 322 под углом 4,5° за 55 секунд поднялся примерно до 100 метров; реконструкция взлёта рейса 322 на однотипном самолёте (борт LV-AHU) показала, что продолжительность разбега составляла примерно 40 секунд. Учитывая, что оценка высоты производилась с вышки, следователи приняли максимальную высоту подъёма в 120 метров, при этом приборная скорость достигла 315 км/ч. Борт LV-AHR оторвался от взлётной полосы примерно за 1240 метров от её выходного торца, а первый удар о деревья произошёл в 1930 метрах за торцом, то есть всего самолёт пролетел 3170 метров; точку, где самолёт начал терять высоту, нельзя было точно определить, но её можно было принять как середину расстояния от точки отрыва до точки удара о деревья.
Согласно РЛЭ, после достижения скорости 315 км/ч пилоты должны изменить угол установки стабилизатора, но при этом возникает склонность к «клевку» (самолёт начинает опускать нос), что следует парировать отклонением рулей высоты с помощью штурвала. Однако удар о деревья произошёл в почти горизонтальном положении, то есть лайнер сперва опустил нос и понёсся к земле, а когда пилоты стали обратно поднимать нос, то им не хватило высоты для исправления ситуации. Когда самолёт в первый раз ударился о деревья, штурвал был уже резко взят «на себя», поэтому нос стал круто подниматься, а на расстоянии 120 метров от точки первого удара тангаж достиг уже 25°, так как реактивные струи из двигателей стали сжигать листву под собой, когда горизонтальный хвостовой стабилизатор ударился об ещё одно эвкалиптовое дерево и оторвался. В 145 метрах от точки первого удара левое крыло врезалось в толстое эвкалиптовое дерево и оторвалось, после чего вытекшее из разорванного топливного бака авиатопливо вызвало пожар на левой стороне, а мгновение спустя произошёл удар о дерево в районе двигателя №1 (крайний левый). Быстро теряя высоту, в 330 метрах от точки первого удара о деревья «Комета 4» ударилась о землю и, врезавшись в наземные препятствия, взорвалась. Некоторые обломки лайнера были найдены в 120 метрах от точки первого удара, признаков пожара на них не было. До момента удара о деревья самолёт был полностью исправен, никаких отказов, взрыва или пожара на борту не было.

### Причина
Бразильские следователи пришли к мнению, что катастрофа рейса AR322 произошла из-за того, что второй пилот при выполнении взлёта не полностью следовал указаниям РЛЭ, а КВС-инструктор не проинформировал в необходимой мере и не проконтролировал его действия. Представители аргентинской стороны в своих замечаниях также пришли к мнению, что катастрофа произошла из-за ошибки второго пилота, который, выполняя взлёт в темноте и при отсутствии видимых ориентиров, не стал переходить на полёт по приборам, из-за чего своевременно не распознал, что самолёт перешёл в снижение, а инструктор не проявил необходимой бдительности.